# Пам'ять про минуле Землі
«Пам'ять про минуле Землі» (кит.: 地球往事, букв. Минуле Землі) відома також у світі у перекладі англійською «Remembrance of Earth's Past» — науково-фантастична трилогія китайського письменника Лю Цисіня. Серед китайських читачів і видавців трилогія здебільшого зветься за назвою першого роману «Три тіла» (кит. 三体, піньїнь: sān tǐ, акад. санті). Оригінальна трилогія складається з романів «Три тіла», «Три тіла II: Темний ліс» та «Три тіла III: Смерть безсмертна».

## Історія створення
Перший роман «Три тіла» (кит.: 三体) був створений і виданий з травня по грудень 2006 року в журналі «Світ наукової фантастики» (кит.: 科幻世界), окремою книгою вийшов 2008 року у видавництві Чунцін і одразу став одним з найпопулярніших фантастичних романів Китаю.
У травні 2008 року був виданий другий роман цієї серії, «Темний ліс» (кит.: 黑暗森林), в листопаді 2010 року вийшов третій роман «Смерть безсмертна» (кит.: 死神永生).
2011 року трилогія «Пам'ять про минуле Землі» була опублікована на Тайвані.
У листопаді 2012 року американський письменник-фантаст китайського походження Кен Лю почав переклад першої частини серії англійською. 2014 року перший роман під назвою «The Three-Body Problem» вийшов англійською у видавництві Tor Book асоціації Tom Doherty Associates і з цього часу знайшов широке світове визнання. Того ж року роман був номінований на премію «Неб'юла», а 2015 року став володарем премії Г'юго як найкращий фантастичний роман року.
2015 року у англійському перекладі Джоела Мартінсена те саме видавництво видало другу частину трилогії «The Dark Forest», а наступного року третю, знов перекладену Кеном Лю. Третя частина в англійському перекладі, на відміну від оригіналу, отримала назву «Death's End».

## Фабула

#### «Три тіла»
Докладніше: «Проблема трьох тіл»
Людські сигнали в космосі отримала цивілізація в системі Альфи Центавра, що зветься Трисоляріс. Оскільки планета Трисоляріс перебуває у постійній небезпеці внаслідок непередбачуваного руху довкола своїх трьох сонць, трисоляріани вирішили захопити Землю. Частина землян, що розчаровані в людстві, вітають майбутніх колонізаторів, сподіваючись прискорити руйнування земної цивілізації. Є Веньцзє є духовним лідером їхньої організації. Трисоляріанський флот досягне Землі через 450 років і людство змушене до цього готуватися. Аби земна наука та технології протягом наступних 450 років не перевершили трисоляріанські, трисоляріани доправляють на Землю софони — суперкомп'ютери розміром з протон — які фактично блокують розвиток науки і фундаментальні дослідження.

#### «Темний Ліс»
Докладніше: «Темний ліс»
Оскільки трисоляріанські софони не тільки блокують розвиток фундаментальної науки, а й постійно спостерігають за діями і планами землян, людство використовує власні особливості. До людського мозку софони не мають доступу, а трисоляріанам взагалі чужа ідея, що думки можуть відрізнятися від слів. Людство призначає чотири особи, кожна з яких має сформулювати, а згодом, маючи необмежені ресурси і повноваження, реалізувати, свій план захисту. Водночас Організація Земля-Трисоляріс, що підтримує вторгнення, призначає Руйнівників, які послідовно знешкоджують всі розроблені плани. Головний герой, Ло Цзі, формулює теорію «темного лісу», згідно з якою жодна з цивілізацій не бажає виявити іншим своє місцеперебування, бо це гарантовано означає знищення. Для доведення своєї гіпотези, він транслює в космос координати випадкової зірки, яку за короткий час дійсно було знищено. Єдиний трисоляріанський зонд-«крапля», що прибув до Сонячної системи, легко знищує майже весь космічний флот Землі. Врешті-решт, Ло Цзі погрожуючи транслювати в космос координати Трисоляріса, змушує трисоляріан до компромісу і тимчасового миру, настає Ера стримування.

#### «Вічне життя Смерті»
Докладніше: «Вічне життя Смерті»
Людство використовує план «Сходи» і відправляє мозок Юнь Тяньміна на розвідку до трисоляріанського флоту. Раптова атака трисоляріан знищує систему космічної трансляції і завершує Еру стримування. Завдяки діям у чотиривимірному фрагменті Всесвіту, земляни запобігають зонду-«краплі» знищити останній транслятор на кораблі «Гравітація» і транслюють координати Трисоляріса в космос. Другий трисоляріанський флот зі швидкістю світла наближається до Землі, напередодні його прибуття все людство силоміць змушують переселитися до Австралії. Внаслідок космічної трансляції координат одна з зірок і весь світ Трисоляріса повністю знищені. Трисоляріанський флот більше не вважає Землю безпечною, відмовляється від колонізації і повертає в іншому напрямку. Після клонування трисоляріанами Юнь Тяньмін інтегрувався в трисоляріанське суспільство, він надає землянам важливу технологічну інформацію. Людство, готуючись до іншопланетної загрози, не повністю розшифровує приховану Юнь Тяньміном інформацію, тому більш розвинена цивілізація знищує Сонячну систему, перетворивши її на двовимірну. Лише кілька людей врятовується з Сонячної системи і продовжує земну цивілізацію. Через релятивістські ефекти, поки для них тривають роки, у Всесвіті минають цілі космічні епохи. Наприкінці історії Всесвіту перед «Великим стисканням», останні люди лишають для майбутніх цивілізацій інформацію про людей і трисоляріан.

## Побічні твори
Китайський письменник під псевдонімом Баошу (кит.: 宝树宝树) видав у 2011 році продовження трилогії Цисіня під назвою «Порятунок часу» (кит.: 三体X：观想之宙 — «Три тіла X: Епоха планування», англ. The Redemption of Time). Як шанувальник трилогії Цисіня, Баошу присвятив книгу заповненню прогалини в сюжеті «Вічного життя Смерті». Книга описує події між зникненням і появою Юнь Тяньміна, а також дає відповіді на питання як виглядають трисоляріани та життя в чотиривимірному всесвіті. Цисінь дозволив видання цієї книги. В «Порятункові часу» розум, що називає себе Духом, вербує Юнь Тяньміна для боротьби проти істоти, яка загрожує існуванню всього всесвіту. Але Юнь відмовляється знову бути пішаком і будує власні плани, щоб врятувати майбутнє людства. Книга отримала переважно схвальні відгуки критиків.

## Визнання
Трилогія «Пам'ять про минуле Землі» набула значної популярності в Китаї і за його межами. Окрім англійської, повний переклад трилогії існує іспанською, польською, чеською, російською, тайською й німецькою. Українською перекладено усі частини трилогії.
Згідно зі звітом Китайської корпорації з імпорту та експорту освітніх видань (англ. China Educational Publications Import and Export Corp.), до 2017 року продаж «Пам'ять про минуле Землі» в Китаї становив 7 мільйонів примірників. Кількість проданих англомовних копій на той час складала 700 000 і понад 30 000 екземплярів було видано французькою, іспанською та німецькою. Окремі романи трилогії перекладені 10 мовами.
В березні 2018 року Financial Times повідомляла, що Amazon веде переговори щодо придбання прав на створення трьох сезонів серіалу, заснованого на трилогії «Пам'ять про минуле Землі» Лю Цисіня. Права контролюються Лінь Ці, головою компанії онлайн-ігор Youzu Interactive, сума угоди оцінюється в 1 мільярд доларів.
У другій половині 2020 року компанія Netflix оголосила, що автори серіалу «Гра престолів» Девід Беніофф і Ді Бі Вайсс разом з Александром Ву адаптують для неї трилогію «Пам'ять про минуле Землі» Лю Цисіня. Сам Лю виступатиме продюсером-консультантом серіалу разом із Кеном Лю, перекладачем першої та третьої книг трилогії.